# Hubert Münster
Hubert Münster (* 5. November 1947; † 16. Januar 2022) war ein deutscher Schauspieler.
Münster wurde zwischen 1968 und 1971 am Schauspiel Zollikon in der Schweiz ausgebildet. Er wurde auf den Alter Domfriedhof St.-Hedwig bestattet.

## Filmographie
- 1975: Umarmungen und andere Sachen
- 1976: Alle Jahre wieder – Die Familie Semmeling
- 1975–1979: PS – Geschichten ums Auto
- 1981: Tatort: Im Fadenkreuz
- 1982: Kreisbrandmeister Felix Martin
- 1982: Die weiße Rose
- 1982: Das As der Asse
- 1987: Das Mädchen mit den Feuerzeugen
- 1988: Der Fahnder
- 1989: Die schnelle Gerdi
- 1991: Zwei Münchner in Hamburg
- 1992: SOKO München
- 1993: Probefahrt ins Paradies
- 1995: Um die 30
- 1995: Into the Fire
- 1998: Das merkwürdige Verhalten geschlechtsreifer Großstädter zur Paarungszeit
- 1998: Marienhof
- 2002: Geht nicht gibt’s nicht
- 2003: Die Rosenheim-Cops
- 2005: Munich Mambo
- 2013, 2016: Morden im Norden
- 2017: Magda macht das schon!
- 2017: Mustard Seed
- 2018: Der Mann mit der Briefmarke